# Lysimachia chikungensis
Lysimachia chikungensis là một loài thực vật có hoa trong họ Anh thảo. Loài này được L.H. Bailey mô tả khoa học đầu tiên năm 1920.